# Háj u Duchcova
Háj u Duchcova là một làng thuộc huyện Teplice, vùng Ústecký, Cộng hòa Séc.